# NGC 2318
NGC 2318 – gromada otwarta znajdująca się w gwiazdozbiorze Wielkiego Psa. Odkrył ją William Herschel 8 lutego 1785 roku. Jest położona w odległości ok. 4,4 tys. lat świetlnych od Słońca.